# Begonia peridoticola
Espèce
Begonia peridoticola est une espèce de plantes de la famille des Begoniaceae. Ce bégonia à port de bambou, originaire de l'île de Borneo, en Asie tropicale, a été décrit en 2015.

## Description
C'est une plante vivace et monoïque. Les tiges sont bambusiformes. 

## Répartition géographique
Cette espèce est originaire du pays suivant : Malaisie, état du Sabah.

## Classification
Begonia peridoticola fait partie de la section Baryandra du genre Begonia, famille des Begoniaceae.
L'espèce a été décrite en 2015 par les botanistes Ching I Peng, Repin Rimi et Che Wei Lin. L'épithète spécifique peridoticola est une référence à la péridotite présente dans les falaises de Bat Cave où elle a été collectée.
Publication originale : (en) Two new species of Begonia, B. moneta and B. peridoticola (Begoniaceae) from Sabah, Malaysia. Ching-I Peng, Che-Wei Lin, Rimi Repin, Yoshiko Kono, Wai-Chao Leong and Kuo-Fang Chung, Botanical Studies An International Journal 201556:7. DOI 10.1186/s40529-015-0087-5.